# Splash screen

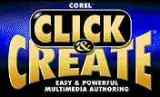
Splash screen programu Click & Create

Splash screen (ekran powitalny) – obrazek bądź animacja wyświetlana na ekranie lub jego części podczas uruchamiania bądź ładowania danej aplikacji lub strony internetowej. Zazwyczaj jest to logo, nazwa programu, firmy, albo slogan. Splash screen może zakrywać cały ekran bądź tylko jego część.